# 102 a.C.

## Eventos
- Início do terceiro período do ciclo calíptico.[1]
- Caio Mário, pela quatra vez, e Quinto Lutácio Cátulo, cônsules romanos[2].[3]
- Continua a Segunda Guerra Servil:
  - Depois que o pretor Caio Servílio não consegue assumir a guerra pela sabotagem de Lúcio Licínio Lúculo, Mânio Aquílio é enviado e consegue subjugar os revoltosos.
- Continua a Guerra Címbrica:
  - Mário massacra os teutônicos e ambrões, próximo de Batalha de Águas Sêxtias. Morreram duzentos mil, e oitenta mil foram feitos prisioneiros[4].
  - Mário não ataca os címbrios na Gália, por causa de oráculos. Mário levava consigo uma adivinha síria chamada Marta.[1]
  - Cátulo, que tinha a missão de defender o passo de Brenero, é derrotado e forçado a recuar, permitindo a invasão da Gália Cisalpina.
- "Bátaces" ou "Batabaces", sacerdote da grande mãe, vem de Pessino, da Frígia, para Roma, e acusa os romanos de estarem errando na sua adoração da deusa. Aulo Pompeu o acusa de impostor, porém fica doente, e morre no terceiro (segundo umas fontes) ou sétimo (segundo outras) dia depois. Os romanos acreditam que isto foi providência divina, e honram Bátaces. Um dos servos de Servílio Cipião se faz de eunuco para poder servir à deusa.[1]
- Os judeus e os árabes devastam a Síria, enquanto piratas da Cilícia atacam pelo mar. Marco Antônio Orador, que era pretor, avô do mais famoso Marco Antônio, é enviado para combater os piratas em vez dos cônsules. Com ajuda dos bizantinos, ele derrota os piratas,[4] mas perde Marco Gratídio, seu almirante. Marco Antônio celebra um triunfo por esta vitória.[1]
- Alexandre Janeu captura Amato, onde ficava o tesouro de Teodoro, filho de Zenão. Teodoro contra-ataca, recupera o que havia sido pilhado, toma os vagões de Alexandre, e mata 10 000 judeus. Assim que Alexandre se recupera desta perda, ele ataca a costa, e captura Rafta e Antedo. Esta última seria mais tarde chamada por Herodes de Agrípias.[1]
- Cleópatra descobre que seu filho Látiro havia tentado recuperar o Egito, e o expulsa do país. Ele passa o inverno seguinte em Gaza.[1]
- Cleópatra conquista Ptolemaida, onde recebe Alexandre Janeu, que havia sido oprimido por Látiro. Eles celebram uma aliança em Citópolis, cidade da Celessíria.[1]
- Alexandre Janeu, livre do perigo que representava Ptolemeu Látiro, faz campanha na Celessíria, e cerca Gadara.[1]
- Após dez meses de cerco, Alexandre Janeu captura Gadara.[1]
- Árquias de Antioquia, um poeta, chega a Roma. Ele descreveu a Guerra Mitridática em versos, em grego, e foi professor de Cícero.[1]

## Nascimentos
- Quinto Túlio Cícero, general e estadista romano (m. 43 a.C.).

## Mortes
- Aulo Pompeio, supostamente por ter blasfemado contra a grande mãe.[1]